# Inia
Az Inia az emlősök (Mammalia) osztályának párosujjú patások (Artiodactyla) rendjébe, ezen belül az amazonasi folyamidelfin-félék (Iniidae) családjába tartozó nem.
Családjának a típusneme és egyben az egyetlen élő neme is.

## Rendszerezés
A nembe az alábbi 2-3 faj tartozik:
- Inia araguaiaensis Hrbek, Da Silva, Dutra, Farias, 2014[1][2][3][4]
- amazonasi folyamidelfin (Inia geoffrensis) (Blainville, 1817) - típusfaj
- ?Inia boliviensis d'Orbigny, 1834 - a legtöbb rendszerező szerint az amazonasi folyamidelfin alfaja, Inia geoffrensis boliviensis név alatt.

A típusfajt, azaz az amazonasi folyamidelfint 1817-ben Henri Marie Ducrotay de Blainville, francia zoológus és anatómus írta le és nevezte meg, de mint a Delphinus cetnem tagját, Delphinus geoffrensis név alatt. A saját Inia nemébe 1834-ben Alcide d’Orbigny, francia természettudós, zoológus és paleontológus sorolta be. Egészen 1998-ig neme egyetlen fajának számított, 3 alfajjal. A legtöbb kutató és szervezet, köztük a Természetvédelmi Világszövetség (IUCN) is elfogadta ilyen formában. 2016-ban a Committee on Taxonomy of the Society for Marine Mammalogy szervezet már csak 1 fajt két alfajjal fogadott el, a bolíviai Inia geoffrensis boliviensis-t és az amazonasi Inia geoffrensis geoffrensis-t. Azonban ettől eltérően az Inia geoffrensis boliviensis-t, Inia boliviensis név alatt külön fajnak tartanak számon. 2014-ben, az Araguaia-Tocantins-folyómedencék vízgyűjtőjében élő állományt Inia araguaiaensis név alatt önálló faji státuszra emelték; persze ezzel sem ért mindenki egyet.

## Fordítás
- Ez a szócikk részben vagy egészben  az   Inia című angol Wikipédia-szócikk ezen változatának fordításán alapul.  Az eredeti cikk szerkesztőit annak laptörténete sorolja fel. Ez a jelzés csupán a megfogalmazás eredetét és a szerzői jogokat jelzi, nem szolgál a cikkben szereplő információk forrásmegjelöléseként.